# Ирпенская улица (Киев)
Ирпе́нская у́лица (укр. Ірпі́нська ву́лиця) — улица в Святошинском районе города Киева, жилые массивы Академгородок (первые номера) и Беличи (последние номера). Пролегает от Серповой  до Чернобыльской улицы.
Ирпенскую улицу пересекают улица Мирослава Поповича и проспект Академика Палладина. На участке между ними имеется перерыв в пролегании улицы. В 2008 году  на пересечении  улицы Ирпенской с проездной частью проспекта Академика Палладина планировалось строительство пешеходного перехода, поскольку на этом участке проспекта случалось большое число аварий со случаями смерти пешеходов, но проект так и не был осуществлен.

## История
Возникла в 1920-х годах под названием 45-я Новая. Современное название в честь города Ирпень — с 1944 года.

## Учреждения
- Средняя общеобразовательная школа № 288 (№ 68-а)
- Беличанский торговый центр (№ 76)

## Изображения
- Начальный участок улицы с малоэтажной застройкой
- Улица зимой